# The Host
The Host är en sydkoreansk skräckfilm från 2006, regisserad av Bong Joon-ho.
Handlingen går ut på att ett laboratorium släpper ut kemikalier i en flod vilket skapar ett muterat människoätande monster. 

## Medverkande
- Song Kang-ho
- Byeon Hee-bong
- Park Hae-il
- Bae Doona
- Ko Ah-seong